# Ampicilin
Ampicilín je širokospektralni polsintetični penicilinski antibiotik iz skupine aminopenicilinov, ki je učinkovit za preprečevanje in zdravljenje številnih bakterijskih okužb, kot so okužbe dihal, okužbe sečil, meningitis, salmoneloza in endokarditis. Uporablja se tudi za preprečevanje okužb s streptokoki skupine B pri novorojencih. Uporablja se peroralno (skozi usta), intravensko in intramuskularno.

Pogosti neželeni učinki izpuščaj, slabost in driska. Ne smejo ga uporabljati posamezniki, ki so preobčutljivi na penicilin. Med hude neželene učinke spadata kolitis, ki ga povzroča okužba s Clostridium difficile, in anafilaksija. Pri bolnikih z ledvično okvaro se lahko uporablja, vendar je v nekaterih primerih potrebna prilagoditev odmerka. Podatki kažejo, da je njegova uporaba med nosečnostjo in dojenjem varna.